# Sept îles de Bombay
Les Sept Îles de Bombay sont un ancien archipel dont les parties ont été, au fil de cinq siècles, connectées entre elles pour former le territoire de l'actuelle ville de Mumbai (anciennement Bombay) en Inde.
Les Sept Îles étaient le site d'un comptoir portugais donné à l'Angleterre comme partie de la dot de Catherine de Bragance lors de son mariage à Charles II en 1661 :
- l'Île de Bombay
- Colaba
- Petite Colaba (ou « Old Woman's Island »)
- Mahim
- Mazagaon,l
- Parel
- Worli.

Les Sept Îles furent progressivement unies par des terre-pleins artificiels pour former l'île du Vieux Bombay en 1845. Plus au nord, les îles de Trombay et Salsette ont également été fusionnées pour former une seule île de Salsette qui abrite le Grand Mumbai dont le Vieux Bombay est une péninsule au sud.

Évolution des Sept Îles de Bombay
Les sept îles originales.
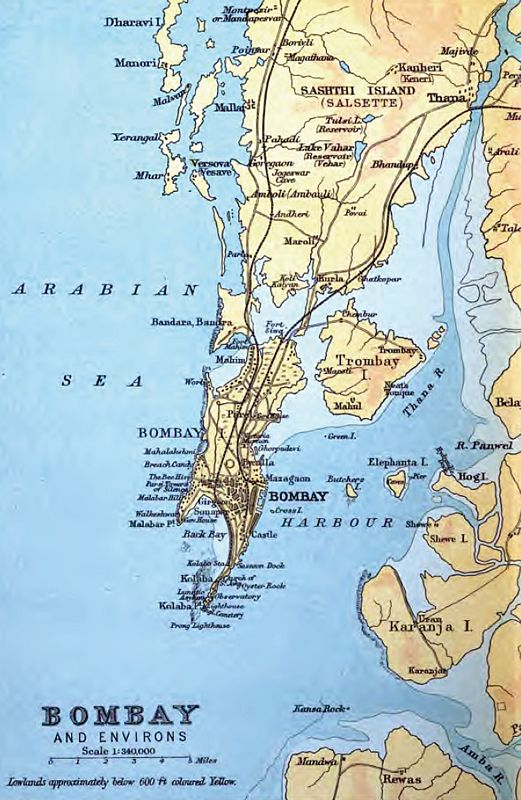
Bombay en 1893.
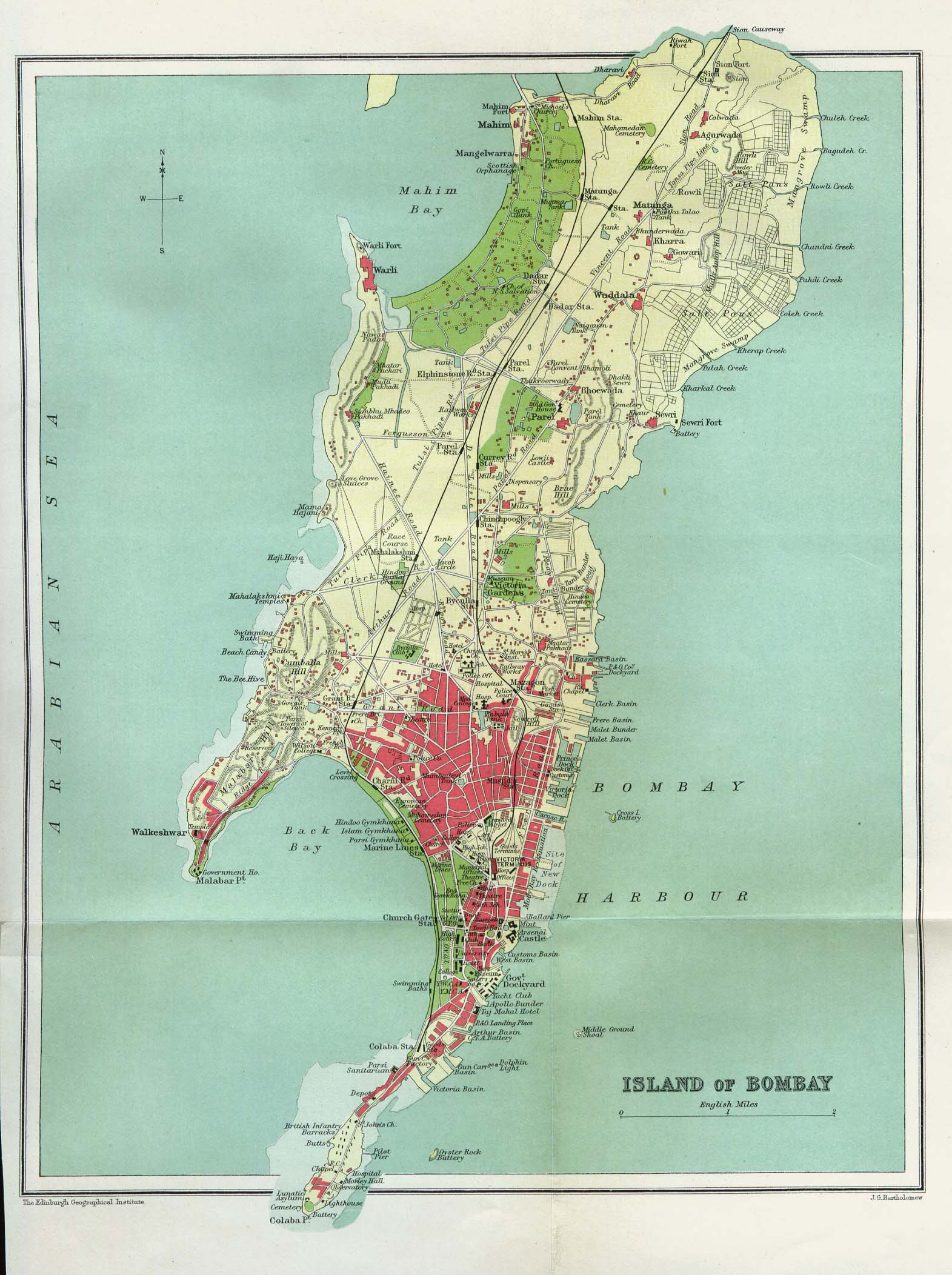
Île de Bombay (Vieux Bombay) en 1909.
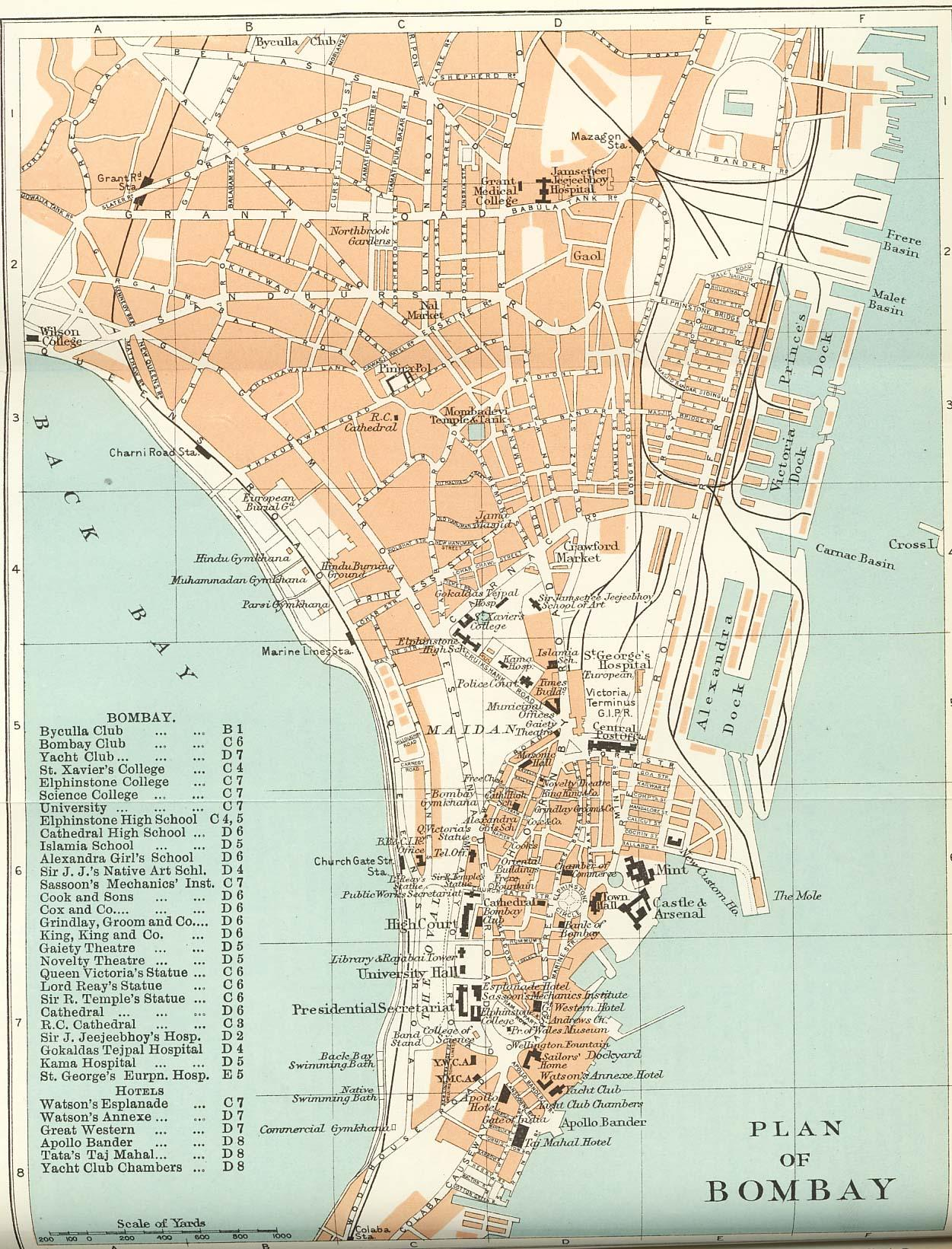
Bombay en 1924.
Le Grand Mumbai en 2009.